# Antonio Natta da Casale
Antonio Natta da Casale (zm. 1515) – włoski dominikanin, inkwizytor i "łowca czarownic".
Pochodził z Casale Monferrato i wstąpił do zreformowanego (obserwanckiego) odłamu zakonu dominikanów, tzw. Kongregacji Lombardzkiej. W 1487 był uczniem w studium generalnym w konwencie św. Dominika w Bolonii. Około 1506 został mianowany inkwizytorem Bergamo, a 17 czerwca 1508 inkwizytorem Parmy. O jego działalności w Bergamo nic nie wiadomo, natomiast jako inkwizytor  okręgu parmeńskiego przewodniczył co najmniej dwóm procesom o czary. W grudniu 1508 aresztował pewną kobietę jako czarownicę i wygłosił spektakularne przemówienie do mieszkańców miasta, w którym wyliczył jej domniemane zbrodnie: pakt z szatanem, regularne stosunki seksualne z nim oraz szkodzenie innym ludziom za pomocą diabelskiej magii. Nakazał jej dożywotnie noszenie wora pokutnego, z groźbą stosu w przypadku choćby jednorazowego uchybienia temu obowiązkowi. Dwa lata później Antonio skazał na śmierć niejaką Lucię Cacciardę jako czarownicę, jednak miejscowy wikariusz diecezjalny zażądał okazania akt postępowania przed zatwierdzeniem wyroku, a podesta Parmy odmówił wykonania egzekucji. Antonio odmówił spełnienia żądań wikariusza i ekskomunikował zarówno jego, jak i podestę. Rozpoczęła się wówczas kilkumiesięczna batalia, która znalazła swój finał przed obliczem francuskiego gubernatora Lombardii i ostatecznie zakończyła się zwycięstwem inkwizytora. 8 września 1510 w Parmie Lucia Cacciarda została spalona żywcem na stosie, co miejscowe kroniki odnotowały jako wyjątkowe wydarzenie, niemające precedensu w pamięci żyjących.
Działalność Antonio da Casale jako inkwizytora Parmy nie ograniczała się tylko do tego miasta. Jego jurysdykcji podlegał także okręg Reggio Emilia, gdzie w 1509 utworzył, wzorem innych miast włoskich, wspierające inkwizycję świeckie Bractwo Świętego Krzyża i doprowadził do wybudowania przez nie nowej siedziby dla trybunału inkwizycyjnego w tym mieście (tzw. domus inquisitionis) wraz z dwoma więzieniami.
W 1512 Antonio da Casale został mianowany inkwizytorem miasta i diecezji Como, gdzie kontynuował zapoczątkowane przez swego poprzednika Bernardo Rategno da Como procesy czarownic. Z pomocą około 10 wikariuszy w ciągu mniej więcej roku (1514/15) wysłał na stos prawdopodobnie ponad 30 domniemanych czarownic, choć jedna z kronik sugeruje liczbę nawet dziesięciokrotnie większą.
Antonio da Casale zmarł prawdopodobnie w Como w 1515.